# Tarzan and the Lost Empire
Tarzan e o Império Perdido (Tarzan and the Lost Empire, no original em Inglês) é um romance de autoria do escritor norte-americano Edgar Rice Burroughs. Publicado em 1929, é o décimo-segundo de uma série de vinte e quatro obras sobre o personagem Tarzan.

## Resumo
Erich Von Harben, o jovem filho do missionário Doutor Van Harben, amigo de Tarzan, organiza um safári para descobrir a lendária tribo Perdida das Montanhas Wiramwazi. Abandonado pelos membros da expedição, todos supersticiosos, ele tenta seguir adiante sozinho, confiante em suas habilidades de alpinista. Em suas andanças, descobre um cânion gigante, onde uma legião romana perdida estabeleceu um posto avançado.
Erich é levado para Castrum Mare, uma das duas cidades rivais existentes no cânion, onde é adotado por uma aristocrática família. Suspeito de espionagem, Erich ganha um voto de confiança do imperador, que o nomeia seu escriba pessoal.
O Doutor Van Harben, preocupado pela falta de notícias do filho, pede ajuda a Tarzan, que sai atrás das pegadas do aventureiro, ajudado pelo pequeno macaco Nkima.
Tarzan é feito escravo de Castra Sanguinarius, a outra cidade do desfiladeiro. Consegue escapar e faz amizade com uma família de nobres, mas é recapturado e tem de lutar pela vida enfrentando [gladiadores no Coliseu.
Agora, o desafio, tanto do rei das selvas quanto de Erich Van Harben, é reconquistar a liberdade e, ao mesmo tempo, proteger os aliados da ira de seus inimigos.

## História editorial
A história foi escrita entre 29 de março e 26 de maio de 1928, com o título de "Tarzan and the Lost Tribe".
Aparece inicialmente, já com o título definitivo, em cinco edições consecutivas da revista pulp Blue Book Magazine, de outubro de 1928 a fevereiro de 1929. Frank Hoban é o autor da capa dos quatro primeiros números, além das quarenta e uma ilustrações internas. Burroughs recebeu seis mil dólares pelas 66.402 palavras da narrativa.
A primeira edição em livro, como sempre em capa dura (hardback), saiu pela Metropolitan em 28 de setembro de 1929, com capa de A. W. Sperry.
Em 1951, a Dell Publishing lançou uma das primeiras edições populares, isto é, de capa mole (paperback), de obras de Burroughs, com ilustração de capa de Robert Stanley e mapa de Ruth Bellew.
No Brasil, a Companhia Editora Nacional publicou uma primeira edição em 1936, com tiragem de quinze mil exemplares. Outras quatro foram impressas, entre 1947 e 1968, com tiragens de dez mil, as três primeiras e cinco mil exemplares a última. Como sempre, a aventura saiu na aclamada coleção Terramarear, onde recebeu o número 50.
Em Portugal, o livro foi publicado pela editora lisboeta Portugal Press.

## Adaptações

### Quadrinhos
A primeira quadrinização foi na forma de tiras diárias por Rex Maxon (desenhos) e R. W. Palmer (roteiro), publicadas nos jornais de 14 de julho a 18 de outubro de 1930.
A primeira versão para revista em quadrinhos foi lançada pela Gold Key nas edições de agosto e setembro de 1970 de "Tarzan of the Apes". O ilustrador foi o artista Paul Norris e o roteirista, Gaylord Du Bois.